# Boholmarna
Boholmarna is een plaats in de gemeente Kalmar in het landschap Småland en de provincie Kalmar län in Zweden. De plaats heeft 272 inwoners (2005) en een oppervlakte van 47 hectare.